# Centrotoclytus speciosus
Centrotoclytus speciosus är en skalbaggsart som beskrevs av Holzschuh 2006. Centrotoclytus speciosus ingår i släktet Centrotoclytus och familjen långhorningar. Inga underarter finns listade.